# مودي النجار
مودي النجار (20 يونيو 2000) هو لاعب كرة قدم محترف يلعب كمهاجم، وكان آخرها لنادي ماكارثر في الدوري الأسترالي، ولد النجار في أستراليا واستدعي للعب مع المنتخب السوري عام 2023.

## الحياة الشخصية
وُلد نجار في أستراليا، وهو من أصل سوري من جهة الأم، وأصل لبناني من جهة الأب.

## روابط خارجية
- مودي النجار على موقع قاعدة بيانات كرة القدم.إي يو (الإنجليزية)
- مودي النجار على موقع Soccerway.com (الإنجليزية)